# Luis Donaldo Hernández
Luis Donaldo Hernández González, noto semplicemente come Luis Hernández (Tepatitlán de Morelos, 2 febbraio 1998), è un calciatore messicano, centrocampista dello Sporting San José.

## Caratteristiche tecniche
È un centrocampista difensivo.

## Carriera
Cresciuto nel settore giovanile del Chiapas, ha esordito in prima squadra il 24 febbraio 2016 disputando l'incontro di Copa México perso 1-0 contro il Veracruz.